# Еппінг (Нью-Гемпшир)
Еппінг (англ. Epping) — місто (англ. town) в США, в окрузі Рокінґгем штату Нью-Гемпшир. Населення — 7125 осіб (2020).

## Демографія
Згідно з переписом 2010 року, у місті мешкало 6411 осіб у 2466 домогосподарствах у складі 1768 родин. Було 2723 помешкання
Расовий склад населення:
| - 96,2 % — білих - 1,3 % — азіатів - 0,3 % — чорних або афроамериканців - 0,2 % — корінних американців |

До двох чи більше рас належало 1,6 %. Частка іспаномовних становила 1,6 % від усіх жителів.
За віковим діапазоном населення розподілялося таким чином: 22,8 % — особи молодші 18 років, 66,7 % — особи у віці 18—64 років, 10,5 % — особи у віці 65 років та старші. Медіана віку мешканця становила 40,0 року. На 100 осіб жіночої статі у місті припадало 96,8 чоловіків;  на 100 жінок у віці від 18 років та старших — 94,2 чоловіків також старших 18 років.
Середній дохід на одне домашнє господарство  становив 90 151 долар США (медіана — 73 872), а середній дохід на одну сім'ю — 96 559 доларів (медіана — 87 539). Медіана доходів становила 61 362 долари для чоловіків та 52 125 доларів для жінок. За межею бідності перебувало 5,5 % осіб, у тому числі 5,9 % дітей у віці до 18 років та 8,2 % осіб у віці 65 років та старших.
Цивільне працевлаштоване населення становило 3846 осіб. Основні галузі зайнятості: освіта, охорона здоров'я та соціальна допомога — 22,3 %, роздрібна торгівля — 16,6 %, виробництво — 13,7 %, науковці, спеціалісти, менеджери — 13,0 %.